# Arimantas Dumčius
Arimantas Dumčius (* 4. Januar 1940 in Kaunas) ist ein litauischer Arzt und ehemaliger konservativer Politiker, Professor.

## Leben
1941 wurde Dumčius mit seiner Familie nach  Altaj, Russland, vertrieben. Nach dem Abitur 1959 an der Mittelschule Kupiškis absolvierte er  1965 das Studium der Medizin am Kauno medicinos institutas (KMI) und promovierte 1979. Von 1965 bis 2004 war er Chirurg an den Universitätskliniken Kaunas. Von 1966 bis 2004 unterrichtete er am KMI. 1986 wurde Professor in der Kardiochirurgie.
Von 2002 bis 2004 war er Mitglied im Rat der Stadtgemeinde Kaunas und von 2004 bis 2016 Seimas-Mitglied (Mitglied des Gesundheitsausschusses, des Ausschusses für Menschenrechte, des Ausschusses für Bildung, Wissenschaft und Kultur).
Er ist TS-LKD-Mitglied. 

## Bibliografie
- Endokardinė širdies stimuliacija (Monografie, mit Jurgis Brėdikis 1979)
- Vidaus ligos (Lehrbuch, Mitautor, 1996)